# Faktorokruh
Faktorokruh je pojem z oboru matematiky, přesněji z abstraktní algebry, kterým se označuje okruh zkonstruovaný určitým způsobem z jiného okruhu a jeho ideálu.
Jedná se o postup podobný konstrukci faktorové grupy v teorii grup (obojí je totiž speciálním případem faktoralgebry), naopak koncept konstrukce podílového tělesa pro obor integrity je navzdory podobnému názvu odlišnou záležitostí. Konstrukce podílového tělesa k danému oboru integrity řeší neexistenci inverzních prvků vzhledem k násobení (například lze takto konstruovat těleso racionálních čísel z oboru integrity celých čísel), zatímco konstrukce faktorokruhu je využívána například při konstrukci kořenových nadtěles pro konkrétní ireducibilní polynom (například konstrukci nadtělesa komplexních čísel k tělesu reálných čísel).

## Vytvoření faktorokruhu
Nechť je dán okruh {\displaystyle R} a ideál {\displaystyle I} tohoto okruhu. Pak je možné na {\displaystyle R} definovat relaci {\displaystyle \equiv } následovně:
{\displaystyle a\equiv b} tehdy a jen tehdy když {\displaystyle a-b\in I}
Poměrně přímočaře lze dokázat, že tato relace je nejen ekvivalencí, ale dokonce i kongruencí – s třídami této ekvivalence je tedy možné počítat jako s prvky okruhu. Třída obsahující prvek {\displaystyle a} bývá značena {\displaystyle a+I}. Třídy ekvivalence spolu s operacemi:
- {\displaystyle (a+I)+(b+I)=(a+b)+I}
- {\displaystyle (a+I)(b+I)=(ab)+I}

tvoří okruh, ten se nazývá faktorovým okruhem neboli faktorokruhem {\displaystyle R} modulo {\displaystyle I} a obvykle se značí {\displaystyle R/I}. Z původního okruhu {\displaystyle R} existuje vždy zobrazení na okruh {\displaystyle R/I} definované předpisem {\displaystyle p(a)=a+I}. Jedná se o okruhový homomorfismus, říká se mu přirozený homomorfismus a je surjektivní. Jeho jádrem je právě ideál {\displaystyle I}.

## Vlastnosti
- Je-li {\displaystyle R} komutativní okruh, je i {\displaystyle R/I} komutativní.
- Je-li {\displaystyle R\neq \{0\}} komutativní okruh a {\displaystyle I} je maximální ideál, pak je {\displaystyle R/I} tělesem.
- Je-li {\displaystyle R\neq \{0\}} komutativní okruh a {\displaystyle I} je prvoideálem, pak je {\displaystyle R/I} oborem integrity.
- Ideály faktorokruhu {\displaystyle R/I} odpovídají ideálům okruhu {\displaystyle R} obsahujícím {\displaystyle I}

## Příklady
- Faktorokruh z nevlastních ideálů: {\displaystyle R/\left\{0\right\}} je isomorfní samotnému {\displaystyle R}, zatímco {\displaystyle R/R} je isomorfní nulovému okruhu.
- V okruhu celých čísel {\displaystyle \mathbb {Z} } je podmnožina sudých čísel ideálem, který můžeme značit {\displaystyle 2\mathbb {Z} }. Faktorokruh {\displaystyle \mathbb {Z} /2\mathbb {Z} } má jen dva prvky, {\displaystyle 0+2\mathbb {Z} } (na který přirozený homomorfismus zobrazuje sudá čísla) a {\displaystyle 1+2\mathbb {Z} } (na který přirozený homomorfismus zobrazuje lichá čísla). Lze snadno ověřit, že tento okruh je konečným tělesem, konkrétně je izomorfní dvouprvkovému tělesu {\displaystyle GF(2)}.
- Obecně platí, že prvotělesa konečných těles, tedy tělesa známé z modulární aritmetiky a někdy značená {\displaystyle \mathbb {Z} _{p}}, jsou vlastně faktorokruhy {\displaystyle \mathbb {Z} /p\mathbb {Z} }
- Pro okruh mnohočlenů {\displaystyle R[x]}, tedy okruh mnohočlenů s koeficienty z reálných čísel, a k němu ideál {\displaystyle I=\left\langle x^{2}+1\right\rangle }, tedy ideál tvořený násobky mnohočlenu {\displaystyle x^{2}+1}, je vzniklý faktorový okruh izomorfní tělesu komplexních čísel.
- Předchozí případ lze zobecnit: Faktorokruhy lze používat k vytvoření tělesových rozšíření, přesněji k vytvoření kořenových nadtěles vzhledem k danému tělesu a mnohočlenu, který je v něm ireducibilní.
- Speciálním případem konstrukce nadtěles jako faktorokruhů je konstrukce konečných těles: Konečné těleso {\displaystyle GF(p^{n})} lze zkonstruovat jako faktorokruh {\displaystyle GF(p)[x]/f(x)}, kde {\displaystyle f(x)} je mnohočlen stupně {\displaystyle n}, který je nad {\displaystyle GF(p)} ireducibilní.